# Departamento Colón (Honduras)
Colón ist eines der 18 Departamentos in Honduras (Mittelamerika) und liegt im Norden des Landes an der Karibikküste.
Die Hauptstadt des Departamentos ist Trujillo. Die Bevölkerung Colóns besteht zu einem großen Teil aus Garifuna. Neben den Stränden an der Karibikküste gibt es in Colón sehenswerte Nationalparks.
Das Departamento Colón ist verwaltungstechnisch in zehn Municipios unterteilt:

## Municipios
1. Balfate
2. Bonito Oriental
3. Iriona
4. Limón
5. Sabá
6. Santa Fe
7. Santa Rosa de Aguán
8. Sonaguera
9. Tocoa
10. Trujillo